# بلانش نويز
بلانش نويز (بالإنجليزية: Blanche Noyes) هي طيارة أمريكية، ولدت في 23 يونيو 1900 في كليفلاند في الولايات المتحدة، وتوفيت في 6 أكتوبر 1981 في واشنطن العاصمة في الولايات المتحدة.

## وصلات خارجية
- بلانش نويز على موقع الموسوعة البريطانية (الإنجليزية)